# Sonatrach
Sonatrach (Société Nationale pour la Recherche, la Production, le Transport, la Transformation, et la Commercialisation des Hydrocarbures, Národní společnost pro výzkum, produkci, dopravu, úpravu a prodej uhlovodíků) je alžírská státní ropná společnost. Sídlí v Hydře na předměstí Alžíru. Má 154 poboček a se zhruba 200 000 zaměstnanci je největší firmou v Africe. Patří také mezi patnáct největších ropných společností na světě. V roce 2019 vykázala výsledek hospodaření 338 miliard alžírských dinárů. Vedle těžby a zpracování ropy a zemního plynu se zabývá také odsolováním mořské vody.
Byla založena v roce 1963, kdy dvě třetiny patřily francouzskému kapitálu, v roce 1971 byla znárodněna. V roce 2021 vyprodukovala 185 milionů tun ropného ekvivalentu. Firma provozuje 3 900 km ropovodů. Největším ropným polem v jejím vlastnictví je Hassi Messaoud. Sonatrach vytváří okolo 30 % alžírského hrubého národního produktu. Firma je mj. hlavním vlastníkem fotbalového klubu MC Alger.